# ボッファローラ・ダッダ
ボッファローラ・ダッダ（伊: Boffalora d'Adda）は、イタリア共和国ロンバルディア州ローディ県にある、人口約1,700人の基礎自治体（コムーネ）。

## 地理

### 位置・広がり

#### 隣接コムーネ
隣接するコムーネは以下の通り。括弧内のCRはクレモナ県所属を示す。
- ドヴェーラ (CR)
- ガルガニャーノ
- ローディ
- モンタナーゾ・ロンバルド
- スピーノ・ダッダ (CR)
- ゼーロ・ブオン・ペルシコ

### 地勢・地形
- 河川：アッダ川

### 気候分類・地震分類
気候分類では、zona E, 2557 GGに分類される。
また、イタリアの地震リスク階級 (it) では、zona 3 (sismicità bassa) に分類される。